# سرخیو نودا بلانکو
سرخیو نودا بلانکو (انگلیسی: Sergio Noda Blanco؛ زادهٔ ۲۳ مارس ۱۹۸۷) بازیکن والیبال اهل اسپانیا است. وی برای تیم ملی اسپانیا و باشگاه مولفتا به میدان می‌رود.